# Vertschaupet II

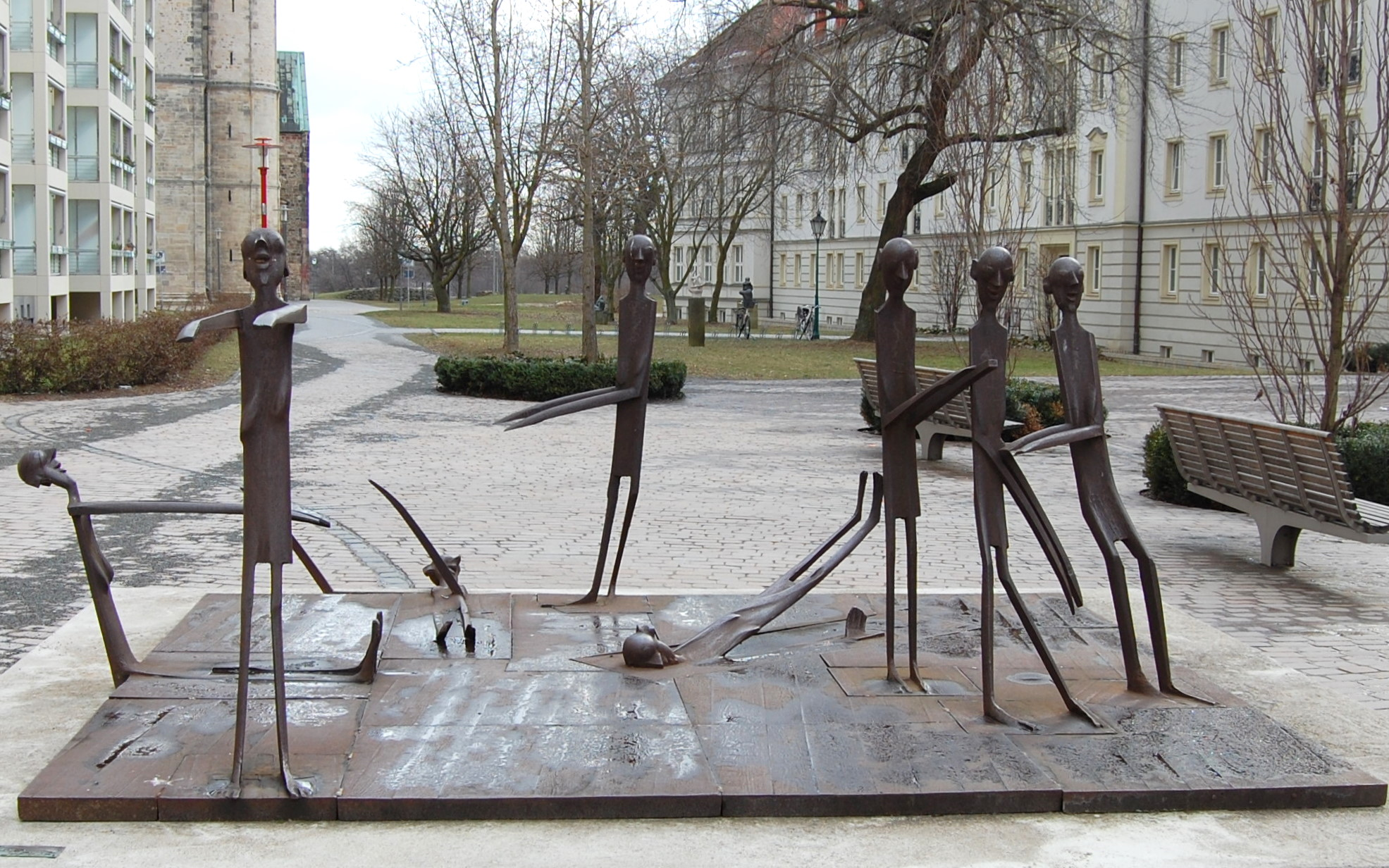
Vertschaupet II

Vertschaupet II ist eine Plastik in der Magdeburger Altstadt.
Die Plastik befindet sich nördlich von Hundertwassers Grünen Zitadelle von Magdeburg, nahe dem Landtag von Sachsen-Anhalt und gehört zum Skulpturenpark Magdeburg. 
Sie wurde 1979/80 vom Schweizer Künstler Schang Hutter geschaffen. Das Werk besteht aus Sphäroguss und Stahl. Es erreicht eine Höhe von 1,51 Metern bei einer Länge von 3,87 Meter. Acht an Strichmännchen erinnernde Figuren stehen, sitzen oder liegen auf einer Fläche. Einige sind Teil der Fläche und in diese versunken.
Der Begriff Vertschaupet stammt aus dem Schweizerdeutschen und bedeutet so viel wie zertreten. Der Künstler setzte sich mit der Frage des Besitzens von Macht und der Zufügung von Leid auseinander. Er wollte das Übersehene, zur Seite gedrängte, Unterdrückte und Alleingelassene thematisieren. Unsicherheit im Stehen und Berühren prägt die Plastik. Die von Menschen ersonnenen Vernichtungsmöglichkeiten anderer Menschen beschäftigten Hutter.
Die Plastik Vertschaupet II geht zurück auf ein aus einfachen Holzlatten geformtes entsprechendes Werk. Die Form der Figuren ist für Hutter typisch, dem es genügt, die Richtung der Gestalt, den inneren Zustand anzuzeigen und den Raum zu umschreiben, ohne die Figur in ihrer ganzen Gestalt darzustellen.
Die Plastik Vertschaupet I steht auf dem Platz vor dem Bahnhof in Biel in der Schweiz.